# 47649 Susanbrew
47649 Susanbrew este o planetă minoră (asteroid), cu un diametru de 4,713 km, din centura de asteroizi. A fost descoperită pe 1 februarie 2000 la Catalina Station⁠(d) de Catalina Sky Survey. 
Obiectul prezintă o orbită caracterizată de o semiaxă mare de 3,0600358147337 UAi, o excentricitate de 0,087789422594245, o înclinație de 10,482926527766 ° în raport cu ecliptica.